# Mauro Pregliasco
Pour les articles homonymes, voir Pregliasco.
Mauro Pregliasco (né le 11 décembre 1944) est un pilote automobile italien de rallyes.

## Biographie
Mauro Pregliasco commence sa carrière sportive automobile en 1967, et la termine en 1987.
En WRC, il a obtenu deux 4e places au rallye Sanremo, en 1975 et 1977.

## Palmarès

### Titre, et classements notables
- Champion d'Italie des rallyes: 1977, sur Lancia Stratos HF;
  - 4e du championnat d'Europe des rallyes en 1979 (sur Alfa Romeo Alfetta Turbo), et 1985 (sur Lancia Rally 037).

### Victoire en ERC, et podiums
- Rallye de Chypre: 1985, sur Lancia 037  avec Daniele Cianci;
  - 2e du rallye San Martino di Castrozza (1977);
  - 2e du rallye Halkidikis (1979);
  - 2e du rallye 4 Regioni (1981);
  - 2e du rallye Costa Blanca (1986);
  - 2e du rallye Bohemia (1986);
  - 3e du rallye Halkidikis (1985);
  - 3e du rallye d'Antibes (1985).